# Black c. Canada (premier ministre)

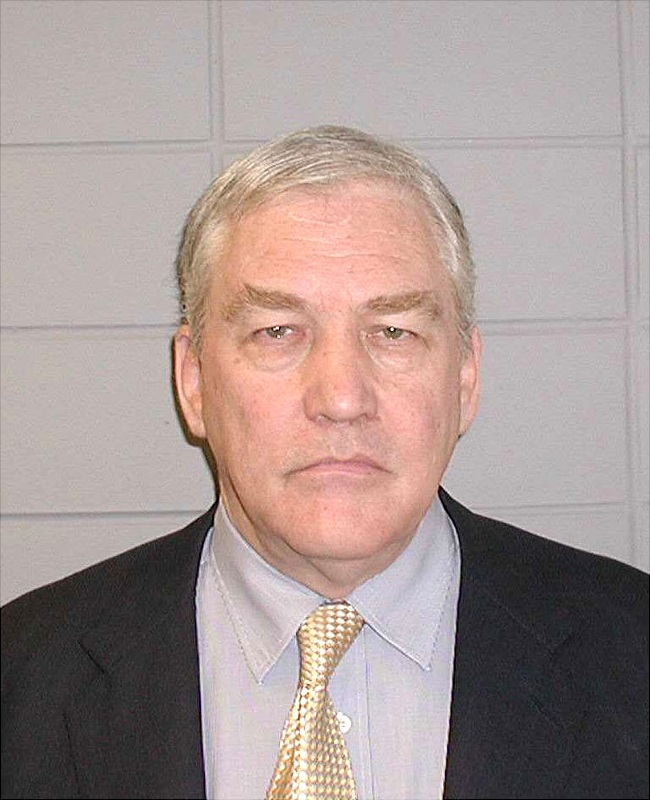
Conrad Black.

Black c. Canada (premier ministre) est un arrêt de principe rendu par la Cour d'appel de l'Ontario concernant le pouvoir du premier ministre canadien d'aviser le monarque sur la prérogative royale. Il s'agit d'une affaire opposant l'homme d'affaires Conrad Black et le premier ministre canadien Jean Chrétien sur la possibilité de Chrétien d'empêcher Black, qui a alors la double citoyenneté britannique et canadienne, d'obtenir une pairie à la Chambre des Lords britannique.

## Les faits
La reine Elizabeth II devait, en tant que reine du Royaume-Uni agissant sur les conseils du Premier ministre britannique Tony Blair, honorer Black en l'élevant à la pairie. Cependant, le premier ministre canadien, Jean Chrétien, a donné un avis contraire au nom du Canada à la reine à l'effet que la position du gouvernement canadien était qu'un citoyen canadien ne devrait pas recevoir un tel honneur titulaire, citant la résolution Nickle non contraignante de 1919.

## Arguments des parties

### Arguments de Chrétien
Chrétien a soutenu que, bien que le gouvernement britannique souhaite honorer Black en tant que citoyens britannique et que Black détienne la double citoyenneté du Canada et (la double citoyenneté étant autorisée depuis 1977), le gouvernement du Canada a le droit de faire connaître la position du gouvernement concernant l'élévation de Black à la pairie britannique car il était également citoyen canadien.
Dans des affaires similaires, l'entrepreneur informatique d'origine galloise Sir Terry Matthews et Sir George Sayers Bain, né à Winnipeg, directeur de l'Université Queen's à Belfast, tous deux citoyens canadiens mais résidents britanniques, ont été décoré d du titre de chevalier. Jean Chrétien et le ministre des Affaires étrangères John Manley ont envoyé des protestations diplomatiques à Londres contre l'ingérence du gouvernement britannique dans les affaires canadiennes.
La BBC a cité Jean Chrétien, lequel affirmait que « Ce à quoi le gouvernement et moi nous opposons, c'est qu'en conférant les titres de chevalier sans demander l'accord du gouvernement canadien, vous n'avez pas tenu compte de la politique du gouvernement canadien concernant la façon dont les citoyens canadiens devraient être honorés. »

### Arguments de Black
Black a dit qu'il accepterait plutôt la pairie en tant que citoyen britannique, mais Chrétien a réaffirmé son avis ministériel. Black a ensuite déclaré que cette interprétation stricte de la résolution Nickle constituait une vengeance politique pour ses opinions politiques et ses critiques antérieures du premier ministre Jean Chrétien et il a intenté une poursuite contre Chrétien qui n'a pas connu de succès.
Les partisans de Black ont fait valoir que le Canada ne n'est pas opposé à l'octroi d'honneurs à d'autres personnes ayant la double citoyenneté, comme Sir Bryant Godman Irvine, originaire de l'Ontario, qui a été fait chevalier en 1986. Il en va de même pour un éminent Québécois, l'industriel britannique et canadien, Sir Neil McGowan Shaw (né en 1929 ) en 1994. Enfin, l'expert personnel de l'ancien premier ministre Pierre Trudeau sur les symboles canadiens, Sir Conrad Swan, a été fait chevalier par la reine lorsqu'il servait dans la maison royale en tant que roi d'armes principal de la Jarretière (1992-1995), l'héraut d'armes au College of Arms de Londres.
Le gouvernement britannique n'était pas d'accord au motif qu'il honorait ses propres citoyens qui n'étaient qu'incidemment des Canadiens. Il a jugé qu'il était inapproprié pour le premier ministre du Canada de conseiller la reine du Royaume-Uni sur des affaires intérieures britanniques, tout comme il aurait été inapproprié pour le premier ministre britannique de conseiller la reine du Canada sur les affaires intérieures canadiennes.

## Jugement de la Cour d'appel
La Cour d'appel de l'Ontario a statué en faveur de Chrétien.

## Motifs du jugement
La cour a jugé que le premier ministre avait le droit constitutionnel de conseiller la reine du Canada sur l'exercice de sa prérogative royale. Cependant, dans cette affaire, le conseil du premier ministre était adressé à un « chef d'État étranger », et par la suite Elizabeth II n'a pas reçu « l'avis du premier ministre en sa qualité de reine du Canada ; il conseillait plutôt la reine en tant que chef d'État étranger en sa qualité de reine du Royaume-Uni de Grande-Bretagne et d'Irlande du Nord quant à la politique du Canada concernant l'attribution de distinctions honorifiques étrangères à ses citoyens, un acte qu'il aurait pu faire pour n'importe quel chef d'État étranger ». Bref, le premier ministre informait simplement un État étranger de la politique du Canada concernant l'octroi d'honneurs à ses citoyens, un acte que la cour a jugé qu'il avait le privilège légal de faire.

## Faits subséquents
En 2001, Black a renoncé à sa citoyenneté du Canada, qu'il a alors qualifié de « petit monde oppressant ».
En septembre 2006, le Globe and Mail a indiqué que Black prenait des mesures pour regagner la citoyenneté canadienne. Il a peut-être souhaité cela pour se qualifier pour un échange de prisonniers et bénéficier des politiques canadiennes de libération anticipée.
Même sans citoyenneté canadienne, Black a continué d'être membre du Conseil privé de la Reine pour le Canada, auquel il a été nommé par le gouverneur général Ray Hnatyshyn, sur les conseils du premier ministre Brian Mulroney, en 1992.